# Paiement mobile
 (février 2020).
Améliorez-le ou discutez des points à vérifier. 
Les paiements mobiles (aussi connus sous les noms d’argent mobile, transfert d’argent mobile, et portefeuille ou porte-monnaie mobile) sont toutes les transactions effectuées depuis un téléphone mobile et débitées soit sur une carte bancaire, soit sur la facture opérateur, soit sur un Porte-monnaie électronique, qui peut être alimenté avec un dépôt de cash auprès d'un agent ou d'un commerçant. Au lieu de payer par carte de crédit ou bien en argent comptant, un consommateur peut utiliser un téléphone mobile ou un téléphone intelligent pour se procurer des biens et des services. Même si le concept de payer avec la monnaie existe depuis longtemps[pas clair], c’est seulement récemment que la technologie pour supporter ces types de paiement a grandi en popularité. 
Il y a trois catégories de paiement par mobile : les paiements à distance comme le paiement mobile sur les sites de commerce électronique par exemple, les paiements de proximité devant une borne, ou bien les transferts d'argent de mobile à mobile.
Dans les pays en développement, les solutions de paiements mobiles ont été déployées pour faciliter et répandre les services financiers aux communautés qui n’ont pas de comptes bancaires, dites « unbanked » ou « underbanked ». Le rapport du Financial Access de 2009 estime qu’environ 50 % de la population mondiale adulte n’a pas de compte bancaire. Ces réseaux de paiements sont souvent utilisés pour des micropaiements. De plus, l’utilisation des paiements mobiles dans les pays en développement a attiré l’attention du public et d’organisations privés tels que la Bill & Melinda Gates Foundation, l'Agence des États-Unis pour le développement international et Mercy Corps. 
Le paiement mobile est en train de devenir un élément clef pour les prestataires de service de paiements (ou PSP en anglais) et d’autres participants dans les marchés dans le but d’atteindre des opportunités de développement, selon le Conseil européen des paiements. Le Conseil européen des paiements déclare que « les nouvelles solutions technologiques fournissent une amélioration directe aux services fournis, à un prix plus abordable tout en augmentant le volume de ventes ».

## Technologies

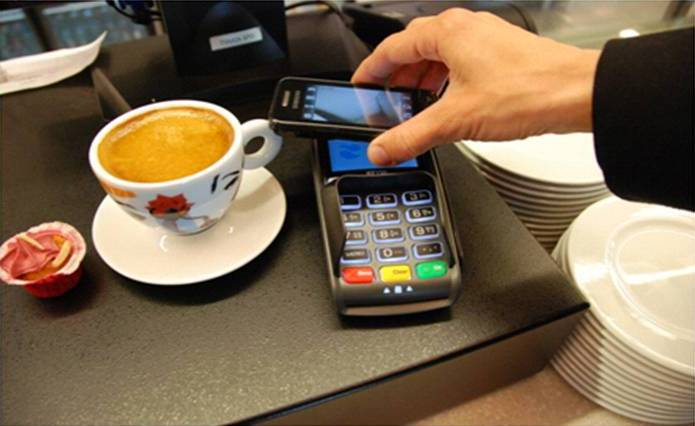
Système de paiement mobile en Norvège.

Chaque catégorie de services peut utiliser des technologies spécifiques selon les usages. Les technologies suivantes sont par exemple utilisées pour le paiement mobile : serveur vocal interactif, SMS, Internet mobile, USSD, NFC, code QR, bluetooth, NSDT.
Ces moyens de paiement font l’objet de nombreux expérimentations en France et à l'étranger par les opérateurs mobiles, les banques, certaines entreprises innovantes indépendantes et les villes. Le projet Pegasus, qui regroupait six grandes banques, quatre opérateurs de téléphonie et les fournisseurs de solutions de paiement Visa Europe et MasterCard, a été l'une d'entre elles en 2005. Cette expérimentation a débuté dans les villes de Strasbourg et Caen, et a permis de tester la technologie sans contact et son acceptation par le client. Reprise par la suite dans la ville de Nice, des expérimentations à plus large échelle ont pu voir le jour sous l'égide du Forum Sans Contact Mobile dans le domaine des transports avec Veolia Transdev, avec des commerçants de la ville ou bien pour les locations de vélos en libre service dès 2009.
Le premier service de paiement mobile déployé en France est le service de paiement mobile du stationnement à Issy-les-Moulineaux, mis en œuvre à partir de 2003 par la société Movilor,, société fondée par les pionniers du paiement mobile en France Rafik Hanibeche et Adel Amri.
La technologie Near Field Communication (NFC) s'est particulièrement répandue lors de la pandémie de Covid-19 dans les pays développés, en utilisant la communication entre le téléphone mobile et le service de paiement car elle utilise l'infrastructure monétique existante. Avant cela, les méthodes de paiement les plus souvent utilisées par mobile étaient les paiements à distance (m-commerce, paiement par SMS, application mobile). Les pays où cette infrastructure NFC n'existe pas recourent également au paiement à distance.

## Modèles
Il y a cinq types de paiement mobiles :
- Portefeuille ou porte-monnaie électronique
- Paiement à base de carte (carte de crédit, débit, etc.)
- Facturation du télécom (Carrier Billing)
- Communication en champ proche
- Transfert direct entre payeur et bénéficiaire des comptes bancaires en temps réel

Une combinaison de plusieurs modes de paiement est également possible. 
Avec l’avancement technologique, il y a plusieurs compagnies dans différents secteurs qui maintenant s’intéressent au marché du paiement mobile. Ce n’est plus seulement les institutions financières et les compagnies de cartes de crédit qui offrent ces services comme dans le passé. Les compagnies Internet tel que Google, les compagnies de télécommunications, les opérateurs de réseaux mobiles, les réseaux de télécommunications majeures tels que w-HA d'Orange et les compagnies de téléphones intelligents telles qu'Ericsson, BlackBerry, et Apple qui ont mis en place des solutions de paiements mobiles.

## Porte-monnaie électronique
Des compagnies en ligne tels que Lyf Pay, Lydia, Paylib, PayPal, Amazon Payments et Google Wallet ont également des options pour les paiements mobiles. Il y a également un processus qui permet de faciliter l’utilisation de ces services.    
Premier paiement :
- L’utilisateur s’enregistre, fournit son numéro de téléphone, et le fournisseur envoie le NIP à l’utilisateur par SMS.
- L’utilisateur reçoit le NIP, et authentifier le numéro.
- L’utilisateur fournit des informations additionnelles tels que le numéro de carte de crédit ou autre information nécessaire pour valider le paiement.

Paiements ultérieurs :
- L’utilisateur insert son NIP de nouveau pour authentifier et valider le paiement.

Demander un NIP lors du paiement diminue le taux de réussite (conversion) des paiements. Ces systèmes peuvent être intégré directement avec une carte de crédit ou une autre plateforme de paiement mobile.   

## Carte de crédit
Un système de paiement Web mobile simple peut également inclure un flux de paiement par carte de crédit permettant à un consommateur d'entrer les détails de sa carte pour effectuer des achats. Ce processus est familier mais toute saisie de détails sur un téléphone mobile est connue pour réduire le taux de réussite (conversion) des paiements.
En outre, si le fournisseur de paiement peut automatiquement et en toute sécurité identifier les clients, les détails de la carte peuvent être rappelés pour les achats futurs, les paiements par carte de crédit en simple « click-to-buy » donnant des taux de conversion plus élevés.

## Facturation de l'opérateur
Pour effectuer un paiement, le consommateur utilise l'option de facturation mobile sur un site de commerce électronique, tel qu'un site de jeu en ligne. Après l'authentification à deux facteurs impliquant un code NIP et un mot de passe à usage unique (souvent abrégé OTP), le compte mobile du consommateur est facturé pour l'achat. Il s'agit d'une méthode de paiement alternative qui ne nécessite pas l'utilisation de cartes de crédit / débit ou la pré-inscription à une solution de paiement en ligne telle que PayPal, contournant ainsi complètement les banques et les sociétés de cartes de crédit. Ce type de méthode de paiement mobile, extrêmement répandue et populaire en Asie, offre les avantages suivants :
- Sécurité - L'authentification à deux facteurs ainsi qu’un moteur de gestion des risques empêchent la fraude.
- Commodité - Aucun pré-enregistrement et aucun nouveau logiciel mobile n'est requis.
- Facilité – Ceci est simplement une autre option lors du processus de commande.
- Rapidité –  La plupart des transactions sont terminées en moins de 10 secondes.

Prouvé - 70 % de tout le contenu numérique acheté en ligne dans certaines régions d'Asie utilise la méthode de facturation mobile directe.

### Paiements transactionnels SMS/USSD

#### SMS premium/MMS premium
Dans le modèle prédominant pour les paiements par SMS, le consommateur envoie une demande de paiement via un SMS ou un USSD à un code court. Une prime est ensuite appliquée à sa facture téléphonique ou à son portefeuille en ligne. Le marchand impliqué est informé du succès du paiement et peut ensuite libérer les marchandises payées. Étant donné qu'une adresse de livraison physique fiable n'a généralement pas été donnée, ces produits sont le plus souvent numériques, le marchand répondant en utilisant un service de messagerie multimédia pour distribuer la musique, les sonneries, et les fonds d'écran achetés. Un service de messagerie multimédia peut également fournir des codes à barres qui peuvent ensuite être analysés pour la confirmation du paiement par un commerçant. Ceci est utilisé comme un billet électronique pour l'accès aux cinémas et aux événements ou pour collecter des biens durables. Les paiements transactionnels par SMS ont été populaires en Asie et en Europe et sont maintenant accompagnés par d'autres méthodes de paiement mobiles, telles que les paiements Web mobiles (WAP), le client de paiement mobile (Java ME, Android ...) et la facturation mobile directe. 
Les facteurs d'inhibition de SMS Premium comprennent:    
1. Mauvaise fiabilité : les paiements SMS premium transactionnels peuvent facilement échouer à mesure que les messages sont perdus.
2. Vitesse lente : l'envoi de messages peut être lent et le paiement peut prendre plusieurs heures. Les consommateurs ne veulent pas attendre plus de quelques secondes.
3. Sécurité : Le cryptage SMS/USSD se termine dans l'interface radio, puis le message est un texte clair.
4. Coût élevé : Cette méthode de paiement comporte de nombreux coûts élevés. Le coût de la mise en place de codes abrégés et du paiement de la livraison de médias via un service de messagerie multimédia et les coûts de soutien à la clientèle qui en résultent pour tenir compte du nombre de messages perdus ou retardés.
5. Taux de redistribution faibles : les opérateurs constatent également des coûts élevés en termes de gestion et de support des paiements transactionnels, ce qui se traduit par des taux de paiement au commerçant aussi bas que 30 %. Habituellement c'est autour de 50 %.
6. Faible suivi des ventes : une fois que le message de paiement a été envoyé et les viens reçus, il n'y a pas grand-chose que le consommateur puisse faire. Il est difficile pour eux de se rappeler où quelque chose a été acheté ou comment l'acheter de nouveau. Cela rend également difficile d'en parler à un ami par exemple.

Certains services de paiement mobile acceptent les « paiements par SMS premium ». Voici le processus de paiement typique de l'utilisateur final:
1. L'utilisateur envoie un SMS avec un mot-clé et un numéro unique à un code court premium.
2. L'utilisateur reçoit un code NIP (utilisateur facturé via le code abrégé à la réception du code NIP).
3. L'utilisateur utilise le code NIP pour accéder au contenu ou aux services.

#### Paiement à distance par SMS etTokenizationpar carte de crédit
Même si le volume des transactions SMS Premium s'est aplati, de nombreux systèmes de paiement basés sur le cloud continuent à utiliser SMS pour la présentation, l'autorisation et l'authentification, tandis que le paiement est traité par les réseaux de paiement existants. Ces solutions combinent l'omniprésence du canal SMS avec la sécurité et la fiabilité de l'infrastructure de paiement existante. Comme le SMS manque de cryptage de bout en bout, ces solutions utilisent des stratégies de sécurité de haut niveau appelées «tokenization» et «target removal», permettant de ne pas transmettre de détails de compte, nom d'utilisateur, mot de passe ou code PIN.    
À ce jour, les solutions de paiement mobile au point de vente ne reposent pas sur l'authentification par SMS, mais les paiements à distance tels que les paiements de facture électroniques, les mises à niveau de sièges et les renouvellements d'adhésion ou d'abonnement sont monnaie courante. 
Comparés aux programmes premium de code court qui existent souvent isolément, les systèmes de marketing relationnel et de paiement sont souvent intégrés au CRM, à l'ERP, aux plates-formes d'automatisation du marketing et aux systèmes de réservation. La plupart des problèmes inhérents aux SMS premium ont été résolus par les fournisseurs de solutions. La mémorisation de mots-clés n'est pas nécessaire, car les sessions sont initiées par l'entreprise pour établir un contexte spécifique à la transaction. Les messages de réponse sont liés à la bonne session et authentifiés soit de manière synchrone pendant une très courte période d'expiration (chaque réponse est supposée correspondre au dernier message envoyé), soit en suivant la session en fonction des différentes adresses de réponse et / ou options de réponse.   

### Paiement mobile web (WAP)
Le consommateur utilise des pages Web affichées ou des applications supplémentaires téléchargées et installées sur le téléphone mobile pour effectuer un paiement. Il utilise le WAP (Protocole d’application sans fil ou Wireless Application Protocol) comme technologie sous-jacente et hérite ainsi de tous les avantages et inconvénients du WAP. Les avantages incluent :    
1. Les ventes subséquentes où le paiement Web mobile peut ramener à un magasin ou à d'autres produits que le consommateur peut aimer. Ces pages ont une URL et peuvent être mises en signet, ce qui facilite la consultation ou le partage.
2. Satisfaction élevée des clients grâce à des paiements rapides et prévisibles.
3. Facilité d'utilisation à partir d'un ensemble familier de pages de paiement en ligne.

Cependant, à moins que le compte mobile ne soit directement facturé par un opérateur de réseau mobile, l'utilisation d'une carte de crédit / pré-enregistrement ou d'une pré-inscription à une solution de paiement en ligne telle que PayPal reste nécessaire. Les méthodes de paiement sur le Web mobile sont maintenant mandatées par un certain nombre d'opérateurs de réseaux mobiles.

### Facturation de l'opérateur
La facturation directe de l'opérateur, également appelée facturation de contenu mobile, facturation WAP et facturation de l'opérateur, nécessite une intégration avec l'opérateur de réseau mobile. Il fournit certains avantages :
1. Les opérateurs de réseaux mobiles ont déjà une relation de facturation avec les consommateurs, le paiement sera ajouté à leur facture.
2. Fournit un paiement instantané.
3. Protège les informations de paiement et l'identité du consommateur.
4. Meilleurs taux de conversion.
5. Réduction des coûts de support client pour les commerçants.
6. Option de monétisation alternative dans les pays où l'utilisation des cartes de crédit est faible.

L'un des inconvénients est que le taux de paiement sera souvent beaucoup plus faible qu'avec d'autres options de paiement mobile. Quelques exemples de fournisseurs populaires sont:
- 92 % avec PayPal
- 85 à 86 % avec carte de crédit

- 45 à 91,7 % avec la facturation des opérateurs aux États-Unis, au Royaume-Uni et dans certains pays européens plus petits, mais généralement autour de 60 %[16].

Plus récemment, la facturation directe des opérateurs est en cours de déploiement dans un environnement intégré à l'application, où les développeurs d'applications mobiles profitent de l'option de paiement en un clic proposée par Direct Operator pour la monétisation des applications mobiles. C'est une alternative logique à la facturation par carte de crédit et par SMS Premium. 
En 2012, Ericsson et Western Union se sont associés pour élargir le marché de la facturation directe des opérateurs, permettant aux opérateurs mobiles d'inclure les virements de fonds mobiles Western Union dans le cadre de leurs offres de services financiers mobiles. Compte tenu de la portée internationale des deux sociétés, le partenariat vise à accélérer l'interconnexion entre le marché du m-commerce et le monde financier existant.    

## Paiement à distance
Le paiement à distance est très fréquent avec les achats d’applications pour mobile comme Apple Store ou Google Wallet en particulier. Il est aussi possible de payer un e-commerçant en ligne avec son téléphone mobile, l’argent étant débité de son forfait (Allopass ou Smscoin) ou via sa carte bancaire avec PayPal ou Buyster.
Le paiement à distance par mobile est également apparu à la suite des initiatives menées par Philippe Lerouge pour les achats de tickets de transport mais également pour les paiements des tickets de stationnement à distance avec le service PayByPhone déployé à Issy-les-Moulineaux à large échelle en 2009, puis dans de nombreuses villes de France,.
Avec l'apparition des « places de marché » mettant en relation des particuliers via Internet – covoiturage, location entre particuliers, plateformes d'échanges, petites annonces, monnaies cryptographiques – le paiement mobile à distance et en face-à-face entre particuliers trouve une nouvelle dimension et un nouvel usage, avec le paiement mobile non répudiable. Les services de paiement mobile à la livraison des objets achetés en ligne, représentent également une opportunité pour le développement du paiement mobile.

## Paiements de proximité devant une borne
En France, le paiement sans contact n’est pas encore massivement utilisé, mais différents projets existent : pour les cartes bancaires en technologie RFID, comme Moneo ou PayPass, ou une variante pour les téléphones mobiles avec la technologie NFC, soutenue par l’Association française du Sans Contact Mobile et l’Association Européenne Payez Mobile.
La Communication de proximité (NFC en Anglais) est principalement utilisée pour payer les achats effectués dans les magasins physiques ou les services de transport. Un consommateur utilisant un téléphone portable spécial équipé d'une carte à puce fait onduler son téléphone à proximité d'un module de lecture. La plupart des transactions ne requièrent pas d'authentification, mais certaines nécessitent une authentification à l'aide du code NIP avant la fin de la transaction. Le paiement peut être déduit d'un compte prépayé ou porté directement sur un compte mobile ou bancaire. 
La méthode de paiement mobile via NFC est confrontée à des défis importants pour une adoption large et rapide, en raison du manque d'infrastructure de soutien, de l'écosystème complexe des parties prenantes et des normes. Certains fabricants de téléphones et les banques, cependant, sont enthousiastes. Ericsson et Aconite sont des exemples d'entreprises qui permettent aux banques de créer des applications de paiement mobile grand public tirant parti de la technologie NFC. 
Les fournisseurs NFC au Japon sont étroitement liés aux réseaux de transport en commun, comme le Mobile Suica utilisé sur le réseau ferroviaire JR East. Le système Osaifu-Keitai, utilisé pour Mobile Suica et bien d'autres, y compris Edy et nanaco, est devenu de facto la méthode standard pour les paiements mobiles au Japon. Sa technologie de base, Mobile FeliCa IC, est partiellement détenue par Sony, NTT DoCoMo et JR East. Mobile FeliCa utilise la technologie FeliCa de Sony, qui est elle-même la norme de facto pour les cartes à puce sans contact dans le pays. 
D'autres fournisseurs de NFC, principalement en Europe, utilisent le paiement sans contact sur les téléphones mobiles pour payer le stationnement dans et hors rue dans des zones spécialement délimitées. Les préposés au stationnement peuvent faire respecter le stationnement par une plaque d'immatriculation, des étiquettes de transpondeur ou des autocollants de codes à barres. D'abord conceptualisée dans les années 1990, la technologie a vu l'utilisation commerciale dans ce siècle en Scandinavie et en Estonie. Les utilisateurs finaux bénéficient de la commodité de pouvoir payer leur stationnement dans le confort de leur voiture avec leur téléphone portable, et les opérateurs de parking ne sont pas obligés d'investir dans des infrastructures de stationnement existantes ou nouvelles dans la rue. Les préposés au stationnement maintiennent l'ordre dans ces systèmes au moyen d'une plaque d'immatriculation, d'étiquettes à transpondeur ou d'autocollants de codes à barres ou ils lisent un affichage numérique de la même façon qu'ils lisent un reçu de paye et d'affichage. 
D'autres fournisseurs utilisent une combinaison de NFC et un code à barres sur l'appareil mobile pour le paiement mobile, par exemple, Cimbal ou DigiMo, rendant cette technique attrayante sur le point de vente, car de nombreux appareils mobiles ne supportent pas encore NFC.    

## Transfert d'argent de mobile à mobile et portefeuille électronique dans les pays émergents

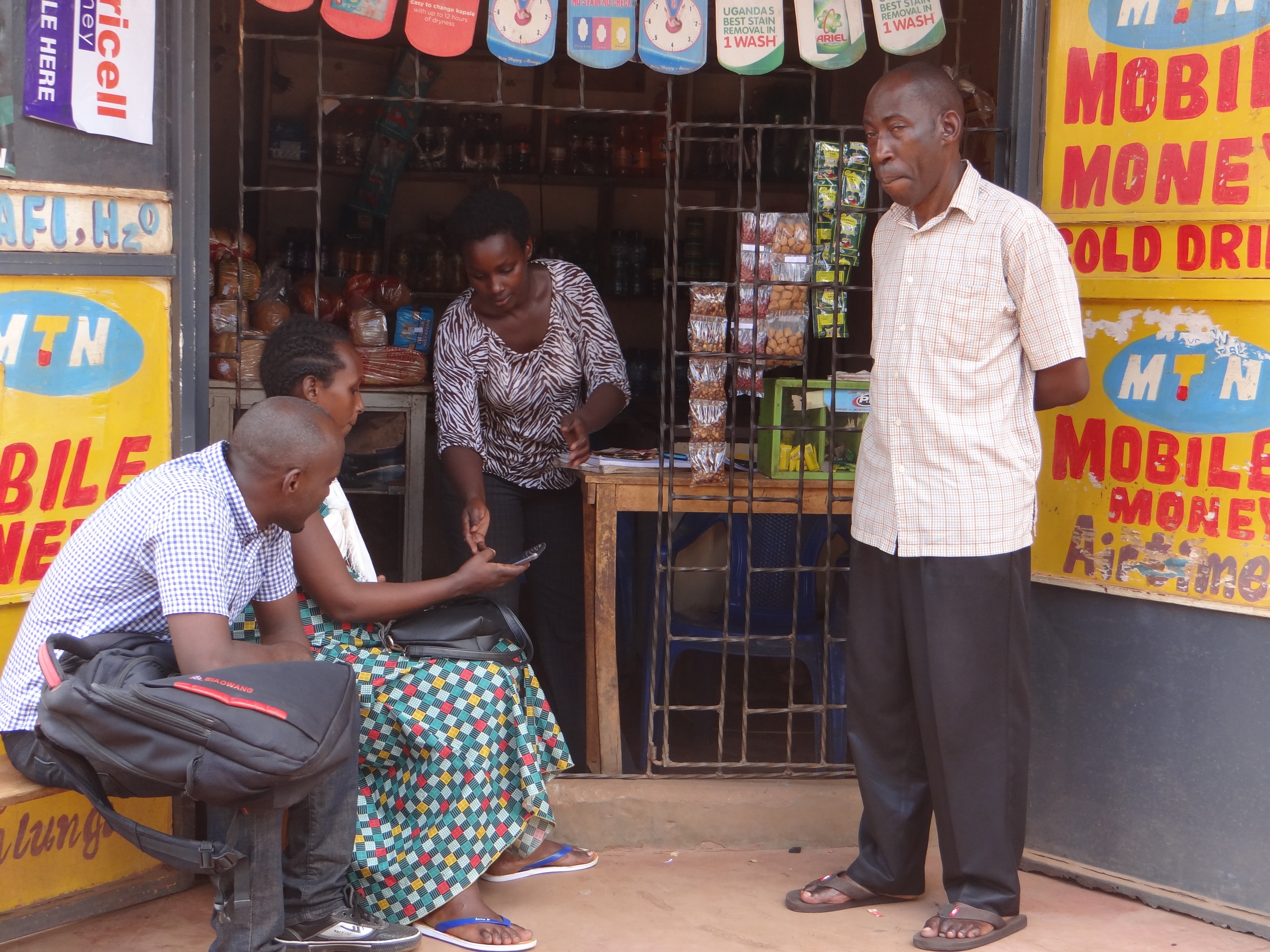
Officine de paiement mobile en Ouganda.

Le transfert d’argent de mobile à mobile est particulièrement développé dans les pays émergents où une grande partie de la population n'a pas de compte bancaire, notamment en Amérique du Sud et en Afrique subsaharienne.
Au-delà des acteurs historiques du transfert d'argent domestique et international (Express Union, Western Union, MoneyGram), de nombreux opérateurs téléphoniques proposent des comptes de monnaie électronique associés au numéro de mobile, permettant d'accéder à une gamme de services, notamment transfert d'argent, paiement de factures et achat de crédit téléphonique. (Orange money à Madagascar et en Côte d'Ivoire, le compte nomade « CashWay » au Cameroun, Lemon Way au Mali, Tigo Cash ou Airtel Mobile au Tchad, M-Pesa au Kenya, Tanzanie et Afrique du Sud, Flooz au Togo, au Bénin).
Le transfert d'argent de mobile à mobile, dit P2P Payment en anglais, se développe également en France depuis peu, avec entre autres Kwixo, Lemon Way, et Paypal; la France bénéficiant de l'ouverture de la réglementation grâce à la Directive des Services de Paiement Européenne 2007/64/CE qui permet à des acteurs non bancaires d'exercer des Services de Paiement.

## Autres

### Paiement par code QR
Les codes à barres 2D QR sont des codes à barres carrés. Les codes QR sont utilisés depuis 1994. Initialement utilisés pour suivre les produits dans les entrepôts, les codes QR ont été conçus pour remplacer les codes à barres traditionnels 1D. Les codes à barres traditionnels ne représentent que des chiffres, qui peuvent être consultés dans une base de données et traduits en quelque chose de significatif. Les QR, ou codes à barres "Quick Response" ont été conçus pour contenir les informations utiles directement dans le code à barres.
Les codes QR utilisés pour le paiement peuvent être de deux catégories principales :    
1. Le QR Code est présenté sur l'appareil mobile de l'acheteur et scanné par un point de vente ou un appareil mobile du bénéficiaire.
2. Le code QR est présenté par le bénéficiaire du paiement, de manière statique ou temporaire, et il est scanné par la personne exécutant le paiement.

Le paiement en libre-service mobile permet de scanner le code QR ou le code à barres d'un produit à l'intérieur d'un magasin de type brick and mortar afin d'acheter le produit sur place. Cela élimine théoriquement ou réduit l'incidence des longues lignes de caisse, même pour les caisses en libre-service.

### Paiements basés sur le signal audio
Le canal audio du téléphone mobile est une autre interface sans fil utilisée pour effectuer des paiements. Plusieurs entreprises ont créé une technologie pour utiliser les fonctionnalités acoustiques des téléphones portables pour prendre en charge les paiements mobiles et d'autres applications qui ne sont pas basées sur les puces. Les technologies Near Data Transfer (NSDT), Data Over Voice et NFC 2.0 produisent des signatures audio que le microphone du téléphone portable peut capter pour activer les transactions électroniques.

### Opérateur direct / coopération bancaire
Dans le modèle T-Cash, le téléphone mobile et le support téléphonique constituent l'interface frontale pour les consommateurs. Le consommateur peut acheter des biens, transférer de l'argent à une personne et encaisser. Un compte 'mini portefeuille' peut être ouvert simplement en entrant * 700 # sur le téléphone portable, vraisemblablement en déposant de l'argent chez un commerçant local participant et le numéro de téléphone mobile. Vraisemblablement, d'autres transactions sont accomplies de la même manière en entrant des codes spéciaux et le numéro de téléphone de l'autre partie sur le téléphone mobile du consommateur.

### Systèmes de virements bancaires
Swish est le nom d'un système établi en Suède. Il a été établi grâce à une collaboration de grandes banques en 2012 et a été très réussi, avec la moitié de la population en tant qu'utilisateurs en 2016. Il est principalement utilisé pour les paiements « peer-to-peer » entre particuliers, mais est également utilisé par les vendeurs de rue et autres petites entreprises. Le compte d'une personne est lié à son numéro de téléphone et la connexion entre le numéro de téléphone et le numéro de compte bancaire réel est enregistrée dans la banque Internet. Les utilisateurs avec un téléphone simple ou sans l'application peuvent toujours recevoir de l'argent si le numéro de téléphone est enregistré dans la banque Internet. Comme beaucoup d'autres systèmes de paiement mobiles, l’obstacle principal est d'inciter les gens à s'inscrire et à télécharger l'application, mais a réussi à atteindre une masse critique et est devenu une partie de la vie quotidienne de nombreux Suédois.
La société suédoise de paiements Trustly permet également les virements bancaires mobiles, mais elle est principalement utilisée pour les transactions entre entreprises et consommateurs qui se déroulent uniquement en ligne. Si un « e-tailer » s'intègre à Trustly, ses clients peuvent payer directement à partir de leur compte bancaire. Contrairement à Swish, les utilisateurs n'ont pas besoin d'enregistrer un compte Trustly ou de télécharger un logiciel pour payer avec.

## Modèle des opérateurs des services de paiement mobile
Il existe quatre modèles de paiement mobile possibles:    
1. Modèle centré sur l'opérateur : L'opérateur mobile agit indépendamment pour déployer le service de paiement mobile. L'opérateur pourrait fournir un portefeuille mobile indépendant à partir du compte mobile de l'utilisateur (temps d'antenne). Un déploiement important du modèle centré sur l'opérateur est gravement défié par le manque de connexion aux réseaux de paiement existants. L'opérateur de réseau mobile devrait gérer l'interfaçage avec le réseau bancaire pour fournir un service de paiement mobile avancé dans un environnement bancaire et sous-bancarisé. Les pilotes utilisant ce modèle ont été lancés dans les pays émergents mais ils ne couvraient pas la plupart des cas d'utilisation des services de paiement mobile. Les paiements se limitaient aux versements et aux recharges de temps d'antenne.
2. Modèle centré sur la banque : Une banque déploie des applications ou des dispositifs de paiement mobile auprès des clients et s'assure que les commerçants disposent de la capacité d'acceptation requise au point de vente (PDV). Les opérateurs de réseaux mobiles sont utilisés comme simples opérateurs, ils apportent leur expérience pour assurer la qualité de service (QOS).
3. Modèle de collaboration : Ce modèle implique une collaboration entre les banques, les opérateurs mobiles et un tiers de confiance.
4. Modèle « Peer-to-Peer » : Le prestataire de services de paiement mobile agit indépendamment des institutions financières et des opérateurs de réseaux mobiles pour fournir un paiement mobile. Par exemple, le service de paiement SMS MHITS utilise un modèle « peer-to-peer ».

## Applications de paiement mobile
Parmi les applications actives (en décembre 2021) :
- 2C2P
- Adyen, Alipay, Amazon Pay, Apple Card, Apple Pay (Cash, Wallet), Atom Technologies,
- Bancomat Pay, Bell ID, bKash, Boku
- Carta Worldwide, Cash App, CDS Global, Circle
- Easypaisa, EnStream, Ensygnia, EServGlobal,
- Fitbit Pay, Fortumo, FreeCharge
- Garmin Pay, GCash, Google Pay Send, Gopay
- Interac e-Transfer, JazzCash, Jumio
- KakaoPay, Line Pay, Mir Pay, MobiKwik, Mobile Suica, MobilePay, Mopay, M-Pesa
- NPCI IMPSUPI BHIM, Naver Pay, NEFT
- Orange Money, Osaifu-Keitai, Oxigen Services,
- PayAnywhere, Paym, PayMate, PayMaya, PayMe, Paytm, PayPal  (Braintree, iZettle, Paydiant, Venmo), Pix, Payworld, PhonePe, Pingit, * Qiwi, RTGS, Revolut,Samsung Pay, Secure Mobile Payment Service, Simpay, Spice Digital, Swish
- Tagpay, Tappr, Touch 'n Go eWallet
- UnionPay app, Vipps, WeChat Pay, Wizzit, YooMoney, Zain Cash, Zapp, Zelle

Parmi les applications désactivées (en décembre 2021) :
- AirTag, CurrentC, Google Wallet, Kuapay, Lemon Wallet, LG Pay, Microsoft Pay, Softcard, Tez, vcash, Znap

## références
1. ↑  (en) « What Are Mobile Payments? And How to Use Them », sur Square (consulté le 29 mai 2018)
2. ↑  20 heures le journal : émission du 2 mai 2003, sur le site ina.fr
3. ↑  (Mise à jour) Des téléphones pour remplacer les parcmètres, sur le site 01net.com du 8 janvier 2004
4. ↑  Crise pandémique Dangers et opportunités d'innovations, Le Manuscrit, 2022 (ISBN 9782304052558)
5. ↑  https://www.itu.int/dms_pub/itu-t/oth/23/01/T23010000200001PDFE.pdf
6. ↑  https://talkingtech.cliffordchance.com/content/micro-cctech/en/fintech/fintech-the-future-for-financial-institutions/_jcr_content/text/parsysthumb/download/file.res/Fintech___the_future_for_financial_institutions.pdf
7. ↑  « Mobile payment apps – a fresh perspective on online finances | Thinslices », 28 février 2014 (version du 28 février 2014 sur Internet Archive)
8. ↑  (en) « Google Pay - A better way to pay », sur pay.google.com (consulté le 29 mai 2018).
9. ↑  https://www.researchgate.net/profile/Rahul_Joshi19/publication/279189695_Comparative_Review_Of_Existing_Mobile_Payment_Systems/links/558d525808aee3a2ad9a0885/Comparative-Review-Of-Existing-Mobile-Payment-Systems.pdf
10. ↑  « FRB: Current Use of Mobile Banking and Payments », sur www.federalreserve.gov (consulté le 29 mai 2018)
11. ↑  (en-US) « Gartner: Over $172B In Mobile Payments In 2012; SMS, Web Most Popular Routes – TechCrunch », sur techcrunch.com (consulté le 29 mai 2018)
12. ↑  http://indiamicrofinance.com/wp-content/uploads/2008/09/Tokenization-Whats-next-after-PCI.pdf
13. ↑  (en) Nathan Golia, « CURE Insurance COO Eric Poe Dishes on Text-to-Pay », Insurance & Technology,‎ 5 janvier 2012 (lire en ligne, consulté le 29 mai 2018)
14. ↑  Method and system for managing spam, 9 juin 2014 (lire en ligne)
15. ↑  http://www.uky.edu/~jclark/mas355/WAP
16. ↑  « Bango Payment network - Bango.com », 17 septembre 2010 (version du 17 septembre 2010 sur Internet Archive)
17. ↑  (en) « Ericsson Teams With Western Union », Light Reading,‎ 27 février 2012 (lire en ligne, consulté le 29 mai 2018)
18. ↑  (en) « VDC: NFC Adoption Will Be Slower Than Expected - 2008-03-03 - Page 1 - RFID Journal », sur www.rfidjournal.com (consulté le 29 mai 2018)
19. ↑  « Ericsson and Aconite collaborate on mobile contactless payments | Mob… », archive.is,‎ 16 février 2013 (lire en ligne, consulté le 29 mai 2018)
20. ↑  Site de l'AFSCM
21. ↑  Site de l'AEPM
22. ↑  (en-US) « Israeli bank to launch combined NFC and mobile barcode payments system • NFC World », NFC World,‎ 15 octobre 2010 (lire en ligne, consulté le 29 mai 2018)
23. ↑   Banque Mondiale données sur l'inclusion financière en Afrique Sub-saharienne.
24. ↑  (en) GSMA Mobile Money Survey 2012, GSM Association, p. 11, 15, 18.
25. ↑  (ja) « History of QR Code | QRcode.com | DENSO WAVE », sur www.qrcode.com (consulté le 29 mai 2018)
26. ↑  « QR Code Mobile Payment System |Qrys | QR Code Payment – InfrasoftTech », sur www.infrasofttech.com (consulté le 29 mai 2018)
27. ↑  Thuy Ong, « Google’s new payment app for India uses sound to transfer money », The Verge,‎ 18 septembre 2017 (lire en ligne, consulté le 29 mai 2018)
28. ↑  « mercycorps.org/articles/haiti/… »(Archive.org • Wikiwix • Archive.is • Google • Que faire ?).
29. ↑  http://indiamicrofinance.com/wp-content/uploads/2012/10/Commercial-Launch-Of-Haitis-First-Mobile-Money-Service.pdf
30. ↑  (sv) « Swish - Betala enklare », sur Swish (consulté le 29 mai 2018)
31. ↑  (en) « Consumer | Trustly », sur Trustly (consulté le 29 mai 2018)
32. ↑  http://hp.gredeg.cnrs.fr/Dominique_Torre/workpap/chaix_torre_gdr2011_17mars.pdf